# مدرسة ثانوية أنوشيروان العادل
مدرسة ثانوية أنوشيروان العادل هي مدرسة تاريخية تعود إلى دولة بهلوية، وتقع في طهران.